# Aphis axyriphaga
Aphis axyriphaga är en insektsart som beskrevs av Pashtshenko 1993. Aphis axyriphaga ingår i släktet Aphis och familjen långrörsbladlöss. Inga underarter finns listade i Catalogue of Life.